# Juan Manuel Santisteban
Juan Manuel Santisteban Lapeire (* 25. Oktober 1944 in Ampuero; † 21. Mai 1976 in Catania) war ein spanischer Radrennfahrer.

## Sportliche Laufbahn
Santisteban war im Straßenradsport aktiv. Von 1969 bis 1976 war er Berufsfahrer. 1974 war seine erfolgreichste Saison. Er gewann die Etappenrennen Vuelta a Asturias mit drei Etappensiegen vor Agustín Tamames und Gran Premio Leganes vor Antonio Vallori. Dazu kamen Etappensiege im Critérium du Dauphiné, in der Vuelta a Aragón und in der Vuelta a España. In der Katalonien-Rundfahrt 1972 gewann er eine Etappe, ebenso in der Andalusien-Rundfahrt 1976. In der Vuelta a La Rioja 1974 siegte er in der Punktewertung.
Die Vuelta a España bestritt er sechsmal. 1970 wurde er 10., 1973 48., 1974 39., 1975 43., 1976 31. 1971 hatte er die Rundfahrt nicht beendet.
Santisteban stürzte beim Giro d’Italia 1976 schwer und erlag den dabei erlittenen Verletzungen. Ihm zu Ehren wurde das Rennen „Mémorial Juan Manuel Santisteban“ begründet.